# Ferrovia Massalombarda-Imola-Fontanelice
La ferrovia Massalombarda-Imola-Fontanelice era una ferrovia in concessione a binario unico a scartamento normale che collegava le città di Massalombarda, Imola e Fontanelice.

## Storia
Concessa con Regio Decreto nº 303 del 3 maggio 1914 alla Società Italiana Ferroviaria Anonima Costruzioni ed Esercizi (SIFACE) di Milano, la linea entrò in esercizio il 13 novembre 1916 nel tratto iniziale Imola-Fontanelice, lungo 17,967 km. Nel 1924 la SIFACE fu riorganizzata, assumendo la denominazione Santerno Anonima Ferroviaria (SAF) e spostando la sede sociale a Imola.
Il 1º novembre 1934 fu aperto all'esercizio il secondo tronco della linea, da Massalombarda a Imola, lungo 17 km; nello stesso periodo entrarono in servizio due automotrici e una locomotiva di costruzione Ganz che permisero di sostituire le locomotive a vapore in servizio sino ad allora. Fu inoltre iniziata la costruzione del tronco finale della ferrovia, da Fontanelice a Castel del Rio.
Pesantemente danneggiata durante la Seconda guerra mondiale, la linea chiuse nel 1944; la SAF decise di non ricostruire la linea e di sostituirla con un servizio di autobus.
La carrozza SAF 151 fu ceduto al Consorzio Cooperativo Ferrovie Reggiane e dopo fu monumentata nel Museo Ogliari

## Caratteristiche

### Percorso
|  |  | Unknown route-map component "CONT4+f" |

| Unknown route-map component "exCONTgq" | Unknown route-map component "exSTRq" | Unknown route-map component "eABZg+r" |

|  | Unknown route-map component "exKBHFa" | Station on track |

|  | Unknown route-map component "exKRWg+l" | Unknown route-map component "eKRWgr" |

|  | Unknown route-map component "exSTR" | Unknown route-map component "CONT2+g" |

| Unknown route-map component "exHST" |

| Unknown route-map component "exBHF" |

| Unknown route-map component "exBHF" |

| Unknown route-map component "exHST" |

| Unknown route-map component "exHST" |

| Unknown route-map component "exHST" |

| Unknown route-map component "exHST" |

| Unknown route-map component "exHST" |

| Unknown route-map component "STR+l" | Unknown route-map component "xKRZu" | Unknown route-map component "CONTfq" |

| Station on track | Unknown route-map component "exBHF" |  |

| Unknown route-map component "eKRWgl" | Unknown route-map component "exKRWg+r" |  |

| Unknown route-map component "CONTr+g" | Unknown route-map component "exSTR" |  |

| Unknown route-map component "exHST" |

| Unknown route-map component "exHST" |

| Unknown route-map component "exBHF" |

| Unknown route-map component "exHST" |

| Unknown route-map component "exHST" |

| Unknown route-map component "exBHF" |

| Unknown route-map component "exHST" |

| Unknown route-map component "exWBRÜCKE1" |

| Unknown route-map component "exBHF" |

| Unknown route-map component "exHST" |

| Unknown route-map component "exKBHFe" |

### Fonti
- Francesco Ogliari, Franco Sapi, Ritmi di ruote. Storia dei trasporti italiani volume 10°. Emilia-Romagna, a cura degli autori, Milano, 1969.

### Testi di approfondimento
Sergio Totti, La ferrovia Massalombarda-Mordano-Imola 1905 -1945, Editrice La Mandragora, Imola, 2005.
- Ferrovia Massalombarda-Imola-Casteldelrio, in Rivista tecnica delle ferrovie italiane, settembre 1916.